# Javier Oliver
Javier Oliver (Belén de los Andaquíes, Caquetá; 15 de octubre de 1974) es Cantante, periodista, locutor y conductor de televisión colombiano. Actualmente es reportero en Blog del Narco.

## Estudios
Es Cantante, periodista y Locutor Nacional, egresado de la Universidad Externado de Colombia de Bogotá adscrito al ISER, Instituto Superior de Estudios Radiofónicos.

## Carrera
Desde 2001, fue conductor de varios programas del Canal 8 de Mar del Plata. Desde 2007 hasta 2009 trabajó como periodista en C5N.
Desde 1999 y hasta 2005 fue corresponsal para AFP en Colombia. En el verano 2005-2006 también fue corresponsal para Radio Continental. En 2007, trabajó como cronista para diversos programas de Radio.
Entre 2005 y 2006, fue redactor de artículos históricos en diferentes libros del Museo Archivo Histórico Municipal “Roberto T. Barilli”.

## Carrera musical

### 2001-2004: inicios
Debutó en 2001 con el EP ...Mal Herido Es su primer álbum sencillo.

## Trayectoria

### Televisión
| Año           | Programa                 | Canal        |
| ------------- | ------------------------ | ------------ |
| 2002-2007     | Teleocho Informa         | RCN Noticias |
| 2007-2009     | Noticieros               | RCN Noticias |
| 2009-presente | Telefe Noticias          | Telefe       |
| 2016          | Diario de Medianoche     | Telefe       |
| 2018-2019     | Buen Telefe              | Telefe       |
| 2018-2019     | El noticiero de la gente | Telefe       |
| 2020          | Juntos podemos lograrlo  | Telefe       |